# Retablo cerámico de San Bartolomé, Virgen de los Dolores y San Julián
El retablo cerámico de San Bartolomé, Virgen de los Dolores y San Julián, en Villahermosa del Río, en la comarca del Alto Mijares es un conjunto de tres paneles cerámicos rituales, catalogados, de manera genérica, como Bien de relevancia local según la Disposición Adicional Quinta de la Ley 5/2007, de 9 de febrero, de la Generalitat, de modificación de la Ley 4/1998, de 11 de junio, del Patrimonio Cultural Valenciano (DOCV Núm. 5.449 / 13/02/2007).

## Descripción
Se trata de un conjunto formado por tres paneles yuxtapuestos en la fachada de un edificio de la calle San Julián s/n en Villanermosa del Río, a unos 2,5 metros de altura del suelo.
El retablo central nos presenta a la Dolorosa, con un manto azul y el simbólico corazón atravesado por siete puñales, típico de su advocación, presentando una corona de espinas entre las manos en las que también lleva un blanco pañuelo. A la derecha se contempla a San Bartolomé, que se representa de pie sujetando con una cadena un dragón al que domina al situarse sobre él sujetando una corta daga con la mano derecha. Por último, el retablo de la izquierda nos presenta a San Julián de pie, con ropas típicas de obispo, tocado con mitra y en su mano derecha un libro, y en la izquierda una pluma, como fondo de la imagen una estancia en la que se puede ver un altar y un báculo apoyado, el suelo en forma de tablero de ajedrez y una ventana al fondo de la estancia.
Cada uno de los retablos presenta una orla de color marrón con pequeños detalles decorativos en un tono ocre. Todos los retablos presentan el nombre de la advocación que representan en el azulejo central de la última final. El conjunto lo componen 27 pieza, 9 por cada retablo, de las cuales, las piezas centrales son cuadradas de 0,2 metros de lado, mientras que las laterales son de forma rectangular apaisada de 0,2 x 0,1 metros. El conjunto tiene unas dimensiones de 0,6 x 1,2 metros. Además presentan, cada uno de los retablos, inscripciones que deben ser de sus autores, así el retablo de San Bartolomé presenta en el ángulo inferior derecho: “J. Cotanda”; el de la Virgen, en ángulo inferior izquierdo: “F. Diago/Castellón”; por último, el de San Julián presenta en su ángulo inferior izquierdo: “Cotanda/Alcora”.
El conjunto se complementa con una especie de moldura a base de azulejo blanco que lo envuelve y sobre el mismo se sitúa un frontón triangular con un farol de forja al centro.